# Gary Johnson (piłkarz)
Gary Stephen Johnson (ur. 28 września 1955 w Hammersmith na północy Londynu) – angielski piłkarz, grający na pozycji pomocnika, trener piłkarski.

## Kariera piłkarska

### Kariera klubowa
Wychowanek Watford F.C. Karierę piłkarską rozpoczął w szwedzkich klubach drugoligowych. Potem powrócił do Anglii, gdzie występował w Soham Town Rangers F.C., Newmarket Town F.C. i Cambridge United F.C.

## Kariera trenerska
Karierę szkoleniowca rozpoczął w 1986 roku. Trenował kluby Newmarket Town F.C., Cambridge United F.C. i Kettering Town Od 5 września 1999 do 26 kwietnia 2001 prowadził reprezentację Łotwy. Potem trenował Yeovil Town F.C., Bristol City F.C., Peterborough United F.C. i Northampton Town F.C.